# Goodwater
Goodwater é uma cidade localizada no estado americano do Alabama, no Condado de Coosa.

## Demografia
Segundo o censo americano de 2000, a sua população era de 1633 habitantes.
Em 2006, foi estimada uma população de 1552, um decréscimo de 81 (-5,0%).

## Geografia
De acordo com o United States Census Bureau, a localidade tem uma área de 16,9 km², sem área coberta por água. Goodwater localiza-se a aproximadamente 259 m acima do nível do mar.

## Localidades na vizinhança
O diagrama seguinte representa as localidades num raio de 32 km ao redor de Goodwater.